# Lutz Mädler
Lutz Mädler (* 1971) ist ein deutscher Physiker und Ingenieur für Verfahrenstechnik.
Mädler studierte Technische Physik an der TH Zwickau mit dem Diplom 1996 und Verfahrenstechnik an der Bergakademie Freiberg, an der er 1999 promoviert wurde und gleichzeitig den Abschluss als Diplomingenieur in Verfahrenstechnik erhielt. Während der Arbeit an seiner Dissertation war er auch von 1996 bis 1999 am Fraunhofer Institut für Toxikologie und Aerosolforschung in Hannover bei Wolfgang Koch tätig. Danach war er an der ETH Zürich, wo er sich 2003 habilitierte und Oberassistent und Privatdozent war, und von 2005 bis 2007 als Lecturer an der University of California, Los Angeles. 2008 wurde er Professor für mechanische Verfahrenstechnik an der Universität Bremen.
Er entwickelte eine verbesserte Variante der Flammensprühpyrolyse zur Erzeugung von Nanopartikeln, indem organische Verbindungen thermochemisch gespalten werden. Das fand industrielle Anwendung. Er untersuchte auch, inwieweit die entstehenden Nanoteilchen toxisch für menschliches Gewebe sind und zeigte, dass sie reaktive Sauerstoffspezies im Gewebe erzeugen können.

## Auszeichnungen
- 2009 Dechema-Preis
- 2017 Gottfried-Wilhelm-Leibniz-Preis[1] und den Reimar-Lüst-Preis.
- 2017 Mitglied der Deutschen Akademie der Technikwissenschaften (Acatech).
- 2018 ERC Advanced Grant.